# آب‌بند (مصالح)
استفاده از آب‌بند یا واتر استاپ (به انگلیسی: Waterstop) به‌منظور آب‌بندی درزهای اجرایی و محل‌های قطع بتن (Construction Joint) متداول است. امروزه تمامی کشورهای توسعه‌یافته و پیشرفته از آب‌بندهای هیدروفیلیک یا بنتونیتی برای آب‌بندی درزهای اجرایی استفاده می‌کنند نه نوع P.V.C آن، زیرا محل ثابت‌سازی آب‌بندها در بین آرماتورها می‌باشد و با گذشت چند سال از عمر سازه و بررسی شرایط آرماتورها و بتن مشاهده می‌کنیم آرماتورهای طولی و عرضی که در سمت آبگیر سازه قراردارند به واسطه عبور آب از طریق درز سرد موجود بین مقاطع بتن ریزی شده و لوله‌های موئین ناشی از تبخیر آب بتن، دچار زنگ زدگی شده که در برخی از موارد با انبساط ۶ الی ۱۵ درصدی حجم آرماتورها، بتن دچار ترک خوردگی می‌گردد. این نقصان عاملی جهت تشدید نفوذپذیری و کاهش شدید طول عمر سازه بتنی می‌باشد. آب‌بندهای هیدروفیلیک یا بنتونیتی علاوه بر سهولت و سرعت بسیار زیاد در نصب تمامی نواقص یادشده را رفع می‌کنند.
برای آب‌بندی یک سازه بتنی باید دو کار اساسی صورت بگیرد:
- آب‌بندی خود بتن توسط بتن مناسب
- آب‌بندی درزهای بتن توسط واتراستاپ

که هر دو صورت می‌بایست برقرار باشد.

## اصول آب‌بندی بتن
اصلاح منحنی دانه بندی و کنترل میزان فیلر (FILLER) بتن یعنی بیشتری نسبت به سایر مواد داشته باشد و تغییر نسبت مصالح درشت به ریز (در بتن‌های معمولی شن بیشتر است ولی در اینجا نسبتها برابر باید باشد)، نسبت آب به سیمان حداقل است، از دیگر عوامل مؤثر ویبرهٔ مناسب است و برای افزایش ضریب اطمینان لزوماً همه بتن‌ها نیاز به افزودنی ندارند البته اگرخوب اجرا شود.

## اصول آب‌بندی درزها
- واتر استاپ
- درزگیر که به عنوان مکمل استفاده می‌شود نه به عنوان جایگزین

کاربرد واتراستاپ‌ها برای آب‌بندی درزهای اجرایی و درزهای انبساط در سازه‌های بتنی آبی استفاده می‌شود.
اهمیت واتر استاپ‌ها را در سازه‌های آبی می‌توان به مانند بادبندها در سازه‌ها عنوان نمود.
واتر استاپ طول مسیر جریان و حرکت آب را طولانی می‌کند تا آب نتواند نشت کند. ضخامت بتن بر اساس میزان نفوذ پذیری از آن جهت اهمیت دارد که اگر ضخامتش بیشتر از میزان نفوذ پذیری آب باشد تا آب از آن عبور نکند.
یکی از نکات در طراحی، عرض واتر استاپ است، که عمق نفوذ بیشتر از یک دور رفت و برگشت باشد.

## انواع درزها
1. درزهای ثابت: در این درزها آرماتور قطع نمی‌شود.
  1. درزهای اجرایی (مثل قطع بتن ریزی و عدم پیوستگی)
  2. ترک
2. درزهای حرکتی:
  1. انبساط حرارتی
  2. انقباض
  3. فرعی ترکیبی

بنا به نوع درزها ۲ نوع واتر استاپ داریم که شامل تخت که در وسطش حفره نمی‌باشد.
همه واتر استاپ‌ها آج دارند که باعث چسبندگی و افزایش طول مسیر آب می‌باشند و نوع آنها با توجه به نوع درز تعیین می‌شوند.
در واتر استاپ‌هایی که در وسطش حفره دارند، حفره دقیقاً وسط درز حرارتی انبساطی می‌افتد که جلوگیری از بازی کردن درز می‌شود.
انواع واتر استاپ‌ها از لحاظ محل قرارگیری در مقاطع بتنی به انواع زیر تقسیم می‌شوند:
1. واتر استاپ‌های میانی
2. واتر استاپ‌های کفی (کف استخر)
3. واتر استاپ‌های روکار

عوامل مؤثر در تعیین اشکال و ابعاد واتر استاپ‌ها
- نوع و اندازه درز
- محل قرارگیری واتر استاپ‌ها در مقطع بتنی
- ضخامت قطعه بتنی که واتر استاپ‌ها در آن قرار دارند
- فشار هیدرواستاتیک درون سازه

ساده‌ترین راه همپوشانی (Overlap) هرچقدر که Overlap زیاد باشد به خاطر آج‌ها دو سر کاملاً برهم منطبق نمی‌شوند.
بهترین راه Overlap توسط جوش لب به لب توسط دستگاه مخصوص تهویه برقی می‌باشد به این صورت است که دو سر واتر استاپ را ذوب می‌کنند و به هم می‌چسبانند.

## مراحل کار
هنگام ذوب کردن هر دو لبه به‌طور همزمان توسط المانی که وسطش می‌گذاریم و با گرما می‌شود.
واتر استاپ در محل عمود بر درز در کشش است و ما در مورد مقاومت کششی این محل اتصال نداریم.

## آزمایش کنترل کیفیت واتر استاپ
دو قطعه I شکل از واتر استاپ در هر دو جهت آنها بریده می‌شود و مورد بررسی قرار می‌گیرد.
نکته: افزایش طول در زمان بریدگی و مقاومت مهم است.
در سال‌های گذشته از آب‌بندهای مسی استفاده می‌شد که راحت پاره می‌شدند و در جوش دادن آنها به مشکل برمی‌خوردند و در ضمن گران بودند و استفاده از آنها به‌صرفه نبود.
واتر استاپ‌های P.V.C در مقابل اشعه ماوراء بنفش خشک و شکننده می‌شوند.
از ویژگی‌های واتر استاپ‌های مرغوب می‌توان به موارد زیر اشاره کرد:
- دارای رنگ روشن باشد (چون رنگ تیره از جنس مواد کهنه می‌باشد)،
- سطح آنها حتماً آجدار باشد
- به هیچ وجه سطح آن چرب نباشد.

## انواع آب‌بندهای نسل جدید

### عایق رطوبتی اپوکسی و پلی یورتان
کفپوش‌های اپوکسی و پلی یورتان جز مواد عایق بوده که نفوذ رطوبت در آنها نزدیک به صفر می‌باشد. این رزین‌ها به صورت یک پارچه روی کف ریخته شده و تمام سطح را به‌طور کامل عایق می‌نمایند. ویژگی منحصر به فرد پوشش‌های اپوکسی و پلی یورتان نسبت به سایر مواد آب‌بند این است که از این مواد می‌توان به عنوان کف پوش نهایی دکوراتیو با مقاومت فشاری و سایشی بالا و ظاهری زیبا استفاده نمود.
عایق‌های رطوبتی پایه سیمانی پلیمری:
1. 1 2  فرازپایه البرز. «نسخه آرشیو شده». بایگانی‌شده از اصلی در ۱۷ مه ۲۰۱۴. دریافت‌شده در ۴ نوامبر ۲۰۱۴. بیش از یک پارامتر |عنوان= و |title= داده‌شده است (کمک); مقدار |dead-url=dead نامعتبر (کمک); بیش از یک پارامتر |نشانی= و |url= داده‌شده است (کمک)
2. ↑  «پوشش‌های آب‌بند». آذین پوشش مانا. ۲۰۱۸-۰۳-۰۵. دریافت‌شده در ۲۰۲۰-۰۹-۲۹.[پیوند مرده]
3. ↑  «آذین پوشش مانا». آذین پوشش مانا. دریافت‌شده در ۲۰۲۰-۰۹-۲۹.

با توجه به معایب ذکر شده برای عایق‌های سنتی، محصولات نسل جدید تمامی معایب مذکور را بهبود بخشیده و سیستم آب‌بندی را مطمئن تر ساخته‌اند. از ویژگی عایق‌های نسل جدید می‌توان به موارد زیر اشاره کرد:
اجرای یکپارچه: اجرای آنها به صورت مایع بوده که موجب می‌گردد کل سطح مورد نظر به صورت یکپارچه پوشانده گردد و هیچ درز و همپوشانی روی سطح تشکیل نگردد
هم خانواده با بتن: عایق‌های جدید اغلب پایه سیمانی بوده و این موجب می‌گردد پوشش آب‌بندی اجرا شده با بتن و ملات سیمانی زیرسطح تشکیل جسم واحد و یکپارچه‌ای بدهد که در سرما و گرما عایق از سطح جدا نگردد.
سرعت اجرا: این عایق‌های با قلم مو و اسپری با سرعت بالا اجرا می‌شوند.
تمیزی: در مقایسه با قیرگونی و ایزوگام و ابزارآلات مورد نیاز برای اجرای آنها نظیر شعله پخش کن، کپسول، رول‌های سنگین و غیره، اجرای عایق‌های نسل جدید به مراتب ساده‌تر بوده و با یک سطل و قلم مو در کمترین زمان اجرا می‌شوند.
کارایی عالی برای تعمیرات: قابلیت اجرای آن به صورت مستقیم روی کاشی و سنگ و سطوح مختلف، موجب شده‌است عایق پایه سیمانی محبوب‌ترین مجریان و پیمانکاران آب‌بندی باشد.
عایق پایه قیری:
پوشش عایق بر پایه قیرهای امولسیون در آب می‌باشد؛ که به قیر سرد نیز شهرت دارد و محصول بروزرسانی شده مشابه قیر و گونی قدیمی می‌باشد. از این محصول در تمامی مکان‌هایی که از قیر و گونی استفاده می‌گردد می‌توان استفاده نمود.
مزیت این محصول نسبت به قیر و گونی، ضخامت بسیار پایین آن می‌باشد و تعمیر پذیری بسیار مناسب که در صورت آسیب به راحتی با اجرای یک لایه دیگر، به دلیل چسبندگی بالا و مناسب آن می‌توان اطمینان کامل حاصل نمود.
همچنین این محصول به عنوان پرایمر برای حفاظت بتن در برابر مواد خورنده موجود در خاک و همچنین به عنوان پرایمر و لایه چسباننده قوی زیر ایزوگام قابل اجرا می‌باشد.
عایق‌های رطوبتی نفوذگر:
مواد نفوذگر یکی دیگر از محصولات آب‌بندی جدید و مفید می‌باشند. ذرات میکروفعال نفوذگرها در حضور رطوبت با آهک و سیمانهای هیدراته نشده وارد واکنش شده و تولید کریستالهای غیر حلالی می‌نماید که تا عمق شیارهای موئینگی یا ترکهای مویی و کلیه خلل و فرج موجود نفوذ کرده و راه عبور آب را می‌بندد و در عین حال هوا و بخار آب جریان یافته و به بتن اجازه تنفس می‌دهد. از کابرد نفوذگرها می‌توان به موارد زیر اشاره کرد:
در طبقات منفی و تمامی سطوحی که در معرض فشار منفی آب قرار دارند.
تمامی سازه‌های حساس و پراهمیت نظیر استخر، مخازن آب، تصفیه خانه‌ها، سدها، کانال‌های آب و سایر سطوحی که آب‌بندی بتن در آنها باید در عمق بتن انجام گردد
تفاوت عمده نفوذگرها با عایق‌هایی که به صورت سطحی اجرا می‌گردد در این نکته خلاصه می‌شود که نفوذگرها توسط لوله‌های مویینگی در عمق بتن نفوذ می‌کنند. به همین دلیل در صورت وارد شدن آسیب یا ضربه مکانیکی به روی سطح، سیستم آب‌بندی به مخاطره نمی‌افتد. این در حالی است که در عایق‌های نسل قدیم اگر آسیب فیزیکی به نقطه‌ای از سطح عایقکاری وارد گردد، همان نقطه موجب از بین رفتن مقاومت عایقکاری در برابر نفوذ آب می‌گردد.